# Jakob Friedrich Ehrhart
Jakob Friedrich Ehrhart (Holderbank , 4 de novembro de 1742 - Hanôver, 26 de junho de 1795 ) foi um botânico suíço.